# Mercedes-Benz O405N2
Zasugerowano, aby zintegrować ten artykuł z artykułem Mercedes-Benz O405 (dyskusja). Nie opisano powodu propozycji integracji.
Mercedes-Benz O405N2 (właściwie O405N²) – niskopodłogowy autobus miejski produkowany w latach 1993–2001 przez firmę Mercedes-Benz.
Jest następcą modelu Mercedes-Benz O405N z lat 1990–1996. Najważniejszą różnicą w porównaniu z poprzednikiem są większe szyby boczne, a także bogatsze wyposażenie wewnętrzne (często fotokomórki zamykające drzwi oraz klimatyzacja). Produkowano również jego odmianę z napędem gazowym Mercedes-Benz O405N2 CNG. Produkowany był do 2001 r. przez zakłady w Mannheim, należące później do odpowiedzialnego w koncernie za produkcję autobusów EvoBusa. Jego następcą jest Citaro.

## Mercedes-Benz O405NE

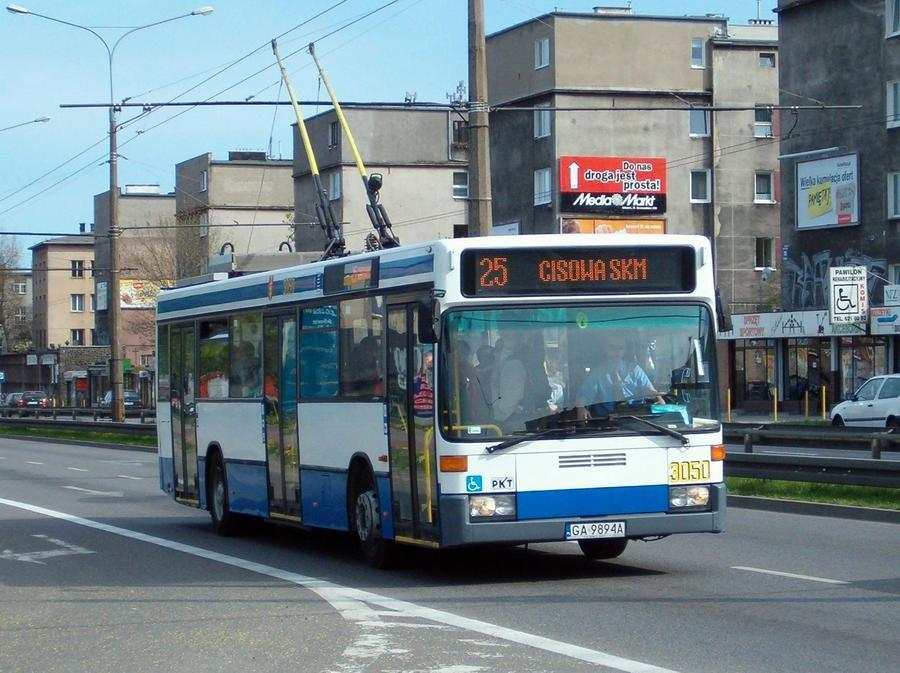
Mercedes-Benz O405NE – trolejbusowa wersja O405N2 zbudowana w Gdyni

We własnych warsztatach PKT Gdynia dokonuje przeróbki zakupionych używanych autobusów Mercedes O405N, instalując w nich napęd elektryczny ze skasowanych Jelczy PR110E.